# 灰裸胸鱔
灰裸胸鱔，又稱灰裸胸鯙，為輻鰭魚綱鰻鱺目鯙亞目鯙科的其中一種，廣泛分布於西印度洋海域，棲息深度可達40公尺，體長可達65公分，為底棲性魚類，生活在沿海淺水的珊瑚礁、岩礁區，屬肉食性，生活習性不明。

## 擴展閱讀
維基物種上的相關：灰裸胸鱔